# محزاق تثبيت

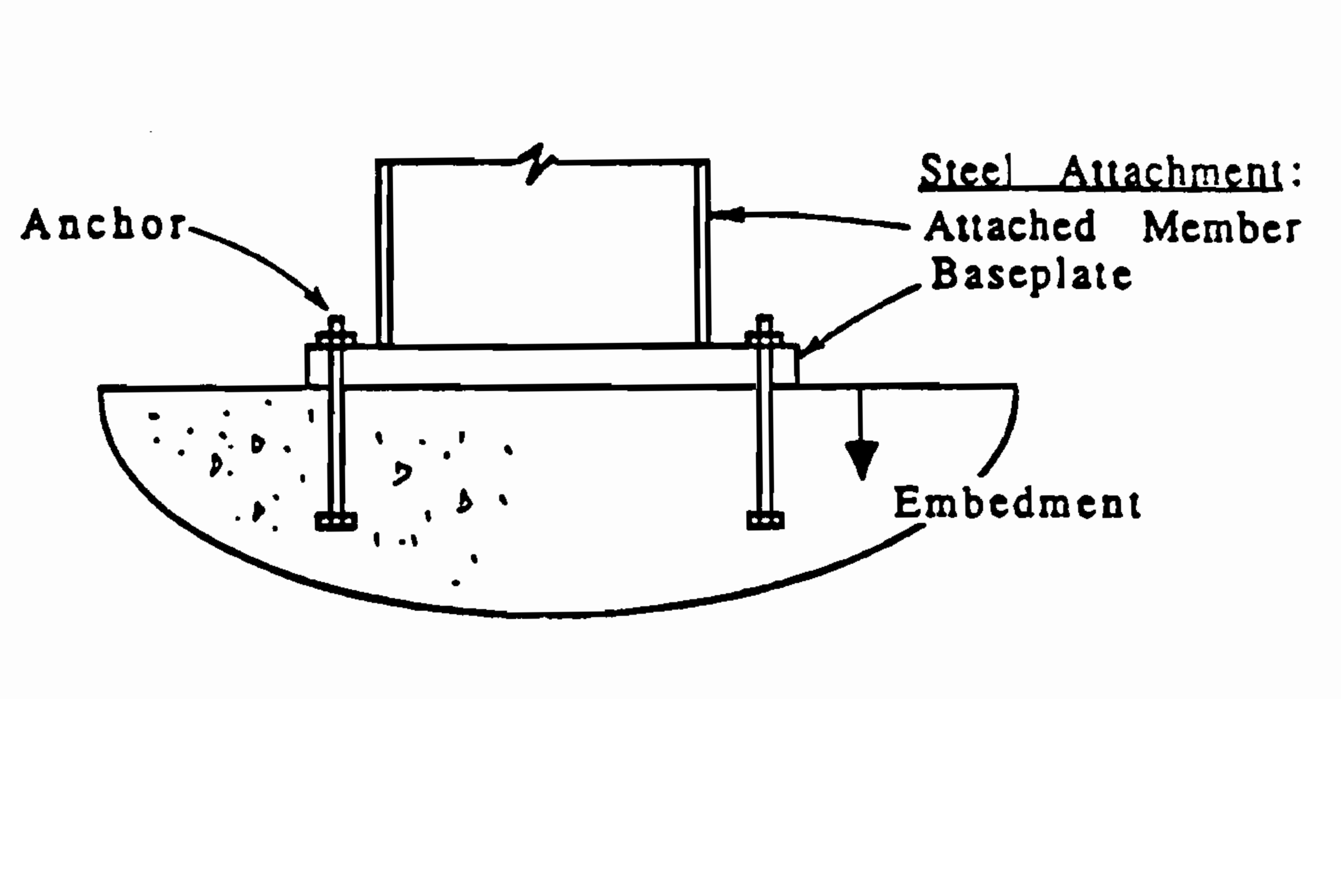
ربط عمود إلى الأساس

محزاق التثبيت أو مسمار التثبيت  تستخدم لربط العناصر الهيكلية وغير الهيكلية بالخرسانة. يمكن إجراء الربط من خلال مجموعة متنوعة من المكونات المختلفة: مسامير التثبيت (المسماة أيضًا السحابات)، أو الألواح الفولاذية، أو أدوات التقوية. تنقل مسامير التثبيت أنواعًا مختلفة من الحمولة: قوى الشد وقوى القص.
يمكن تمثيل الربط بين العناصر الهيكلية بواسطة أعمدة فولاذية مرتبطة بأساس من الخرسانة المسلحة. من الحالات الشائعة للعنصر غير الهيكلي المرتبط بعنصر هيكلي الربط بين نظام الواجهة والجدار الخرساني المسلح.

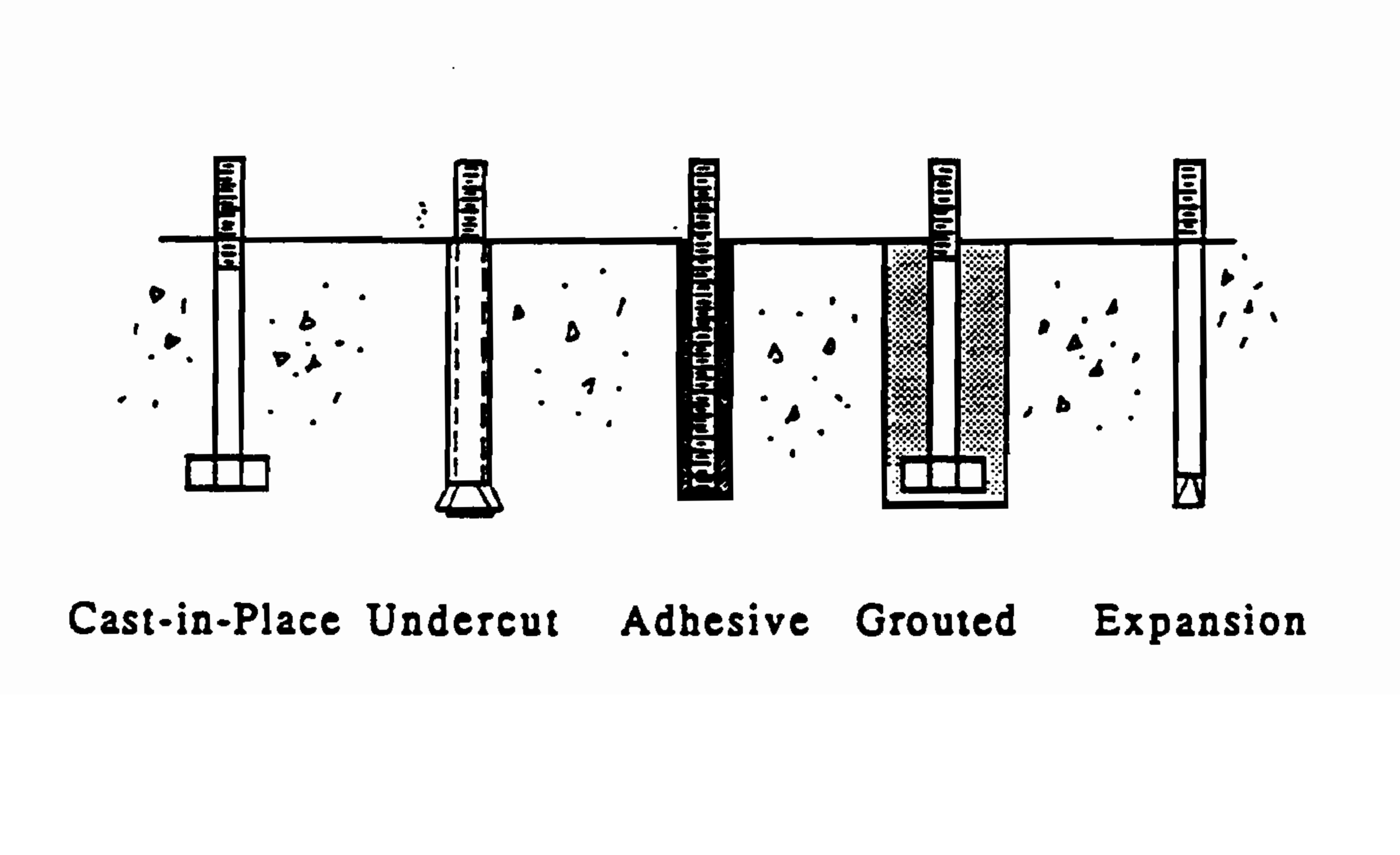
أنواع المراسي

## التصميمات

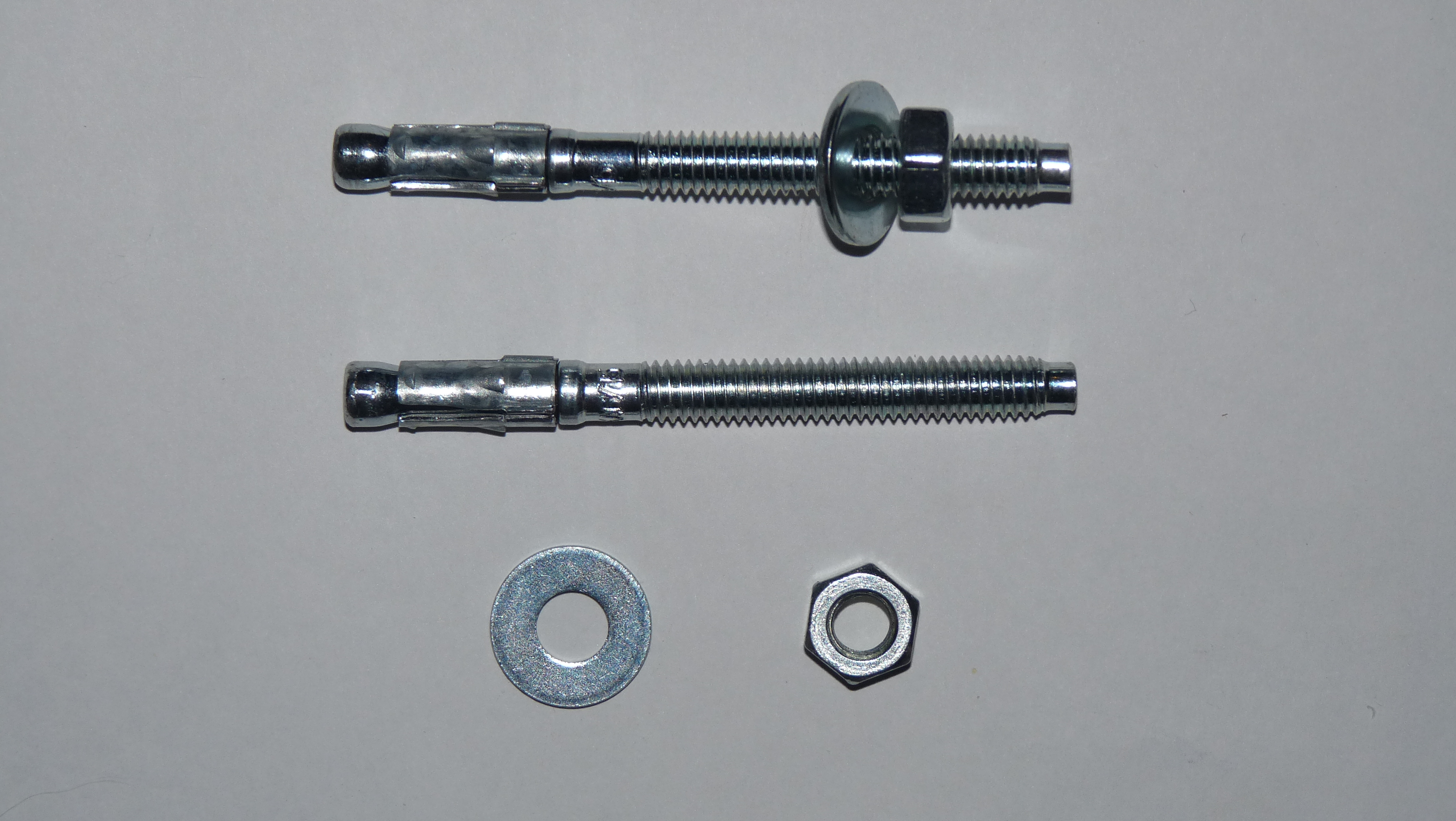
وتد - 1
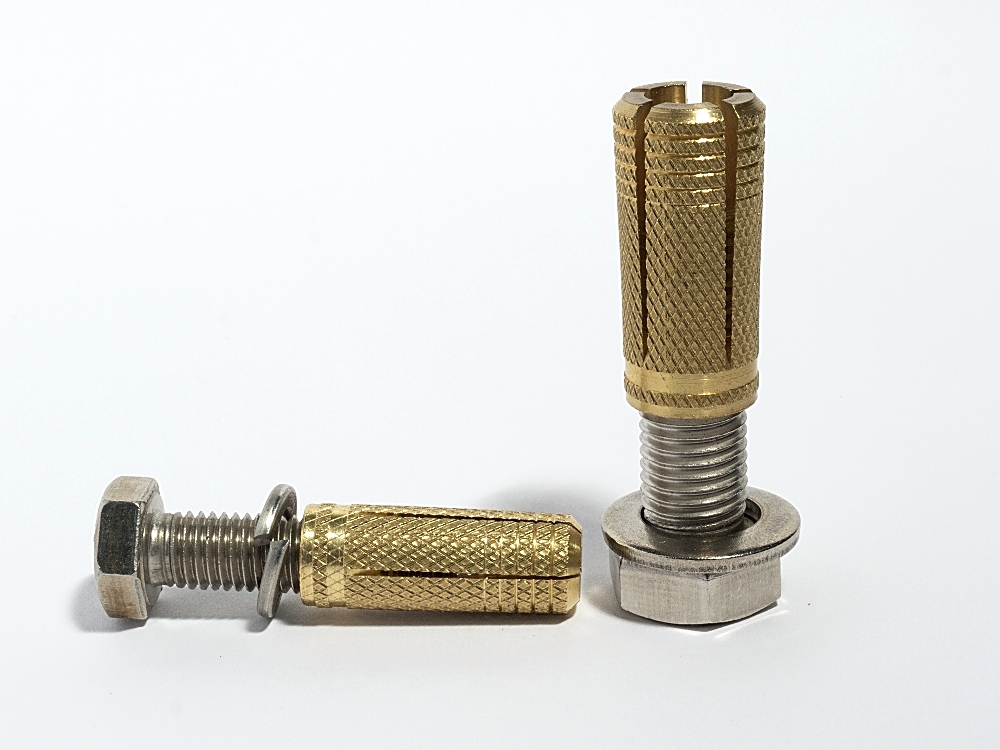
التوسعي
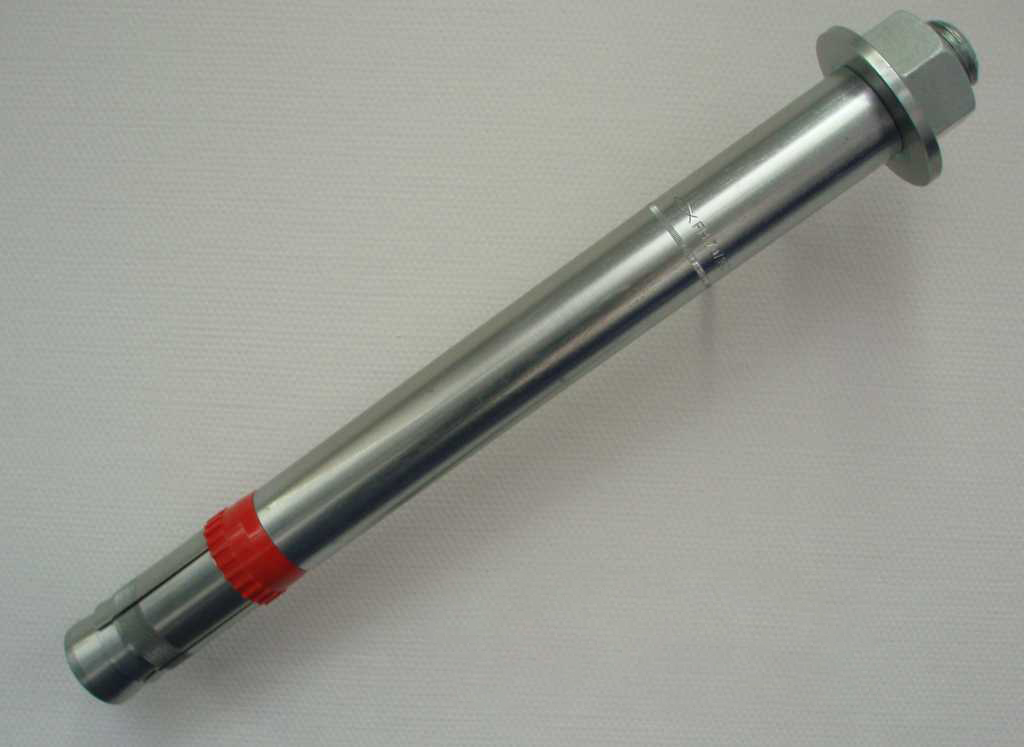
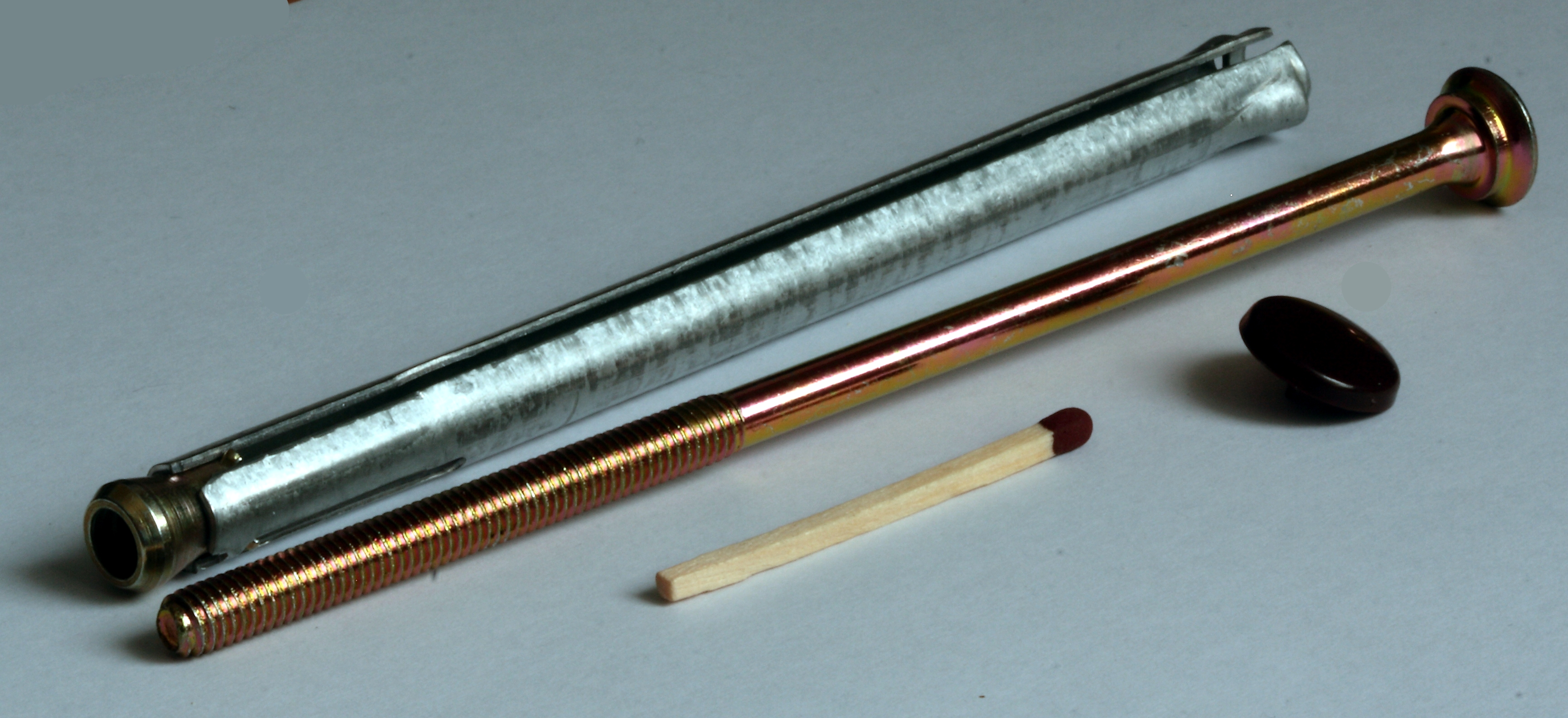
وتد - 2
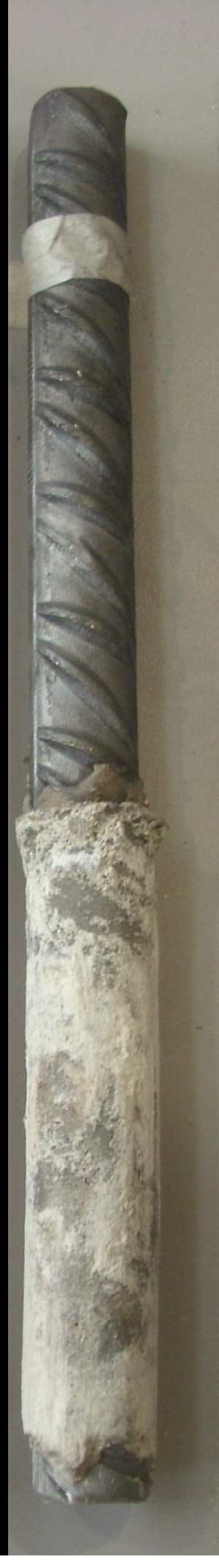
مرساة
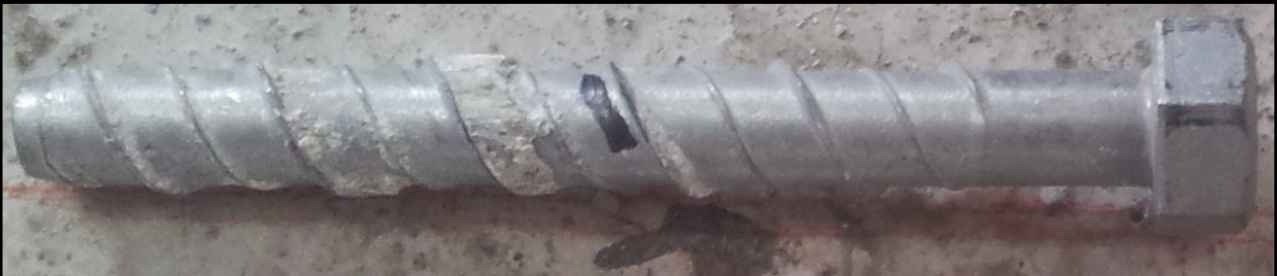
برغي الخرسانة